# Anna Izabela Mahrburg
Anna Izabela Mahrburg ps. Hania, Aneta (ur. 23 stycznia 1923 w Ugoszczy, zm. 28 listopada 1947 w Zakopanem) – łączniczka Wydziału II KO Wilno ZWZ-AK.

## Życiorys
Urodziła się 23 stycznia 1923 w Ugoszczy, pow. Rypin w rodzinie zarządcy majątków Ottona i Zofii Rusieckiej. Jej rodzina pochodziła z Bobrujska k. Mińska Białoruskiego, skąd w 1928 przeniosła się z czworgiem dzieci na Wileńszczyznę. Anna i jej rodzeństwo byli uczniami szkoły znajdującej się w Wilnie. Od 1936 do chwili wybuchu wojny była uczennicą Gimnazjum im. ks. A. Czartoryskiego. W okresie okupacji sowieckiej uczęszczała do „gimnazjum koedukacyjnego” w którym lekcje odbywały się w polskim języku, natomiast pod okupacją niemiecką ósmą klasę gimnazjalną ukończyła na tajnych kompletach w czerwcu 1943 otrzymując świadectwo dojrzałości.
Podczas okupacji niemieckiej razem z siostrą Ireną ukrywała się przez pewien czas na wsi, żeby uniknąć wywózki na roboty do Niemiec. Od połowy 1940 jako „Hania” należała do zespołu tzw. „Kozy” (Komórka Kwatermistrzowska Łączności i Ręcznego Przerzutu), do dziewczęcej siatki łączności Komendy Miejskiej Związku Walki Zbrojnej Wilno, zorganizowanej spośród swoich uczennic przez nauczycielkę Marię Tomkiewicz „Grażyna”. Zespół ten, który pozostawał w dyspozycji szefa „legalizacji” Referatu II tej Komendy, zajmował się przygotowywaniem oraz rozprowadzaniem fałszywych dokumentów dla zagrożonych konspiratorów. 28 czerwca 1943, podczas zdawania tajnego egzaminu maturalnego, który trwał kilka dni, „Hania” w okolicy kościoła Bonifratrów została aresztowana z dwoma koleżankami podczas wymiany poczty konspiracyjnej. Zostały znalezione przy nich materiały konspiracyjne. W trakcie przesłuchiwania przez gestapo, torturowana, bojąc się, że nie wytrzyma dalszego śledztw, wykorzystała moment nieuwagi przesłuchujących i wyskoczyła z drugiego piętra gmachu gestapo znajdującego się przy ul. Ofiarnej. Po dłuższym pobycie ze złamanymi nogami w szpitalu przekazano ją z nogami znajdującymi się w gipsie do więzienia na Łukiszkach. Wykupiona został z więzienia 28 lutego 1944, a następnie przekazana do obozu pracy znajdującym się w Prawieniszkach. Podczas zbliżania się frontu została zwolniona 5 sierpnia 1944.
Podporucznik Anna Mahrburg została przez Komendanta Okręgu Wileńskiego AK dnia 14 lipca 1944 odznaczona Krzyżem Srebrnym Orderu Wojennego Virtuti Militari, co zostało zweryfikowane 10 listopada 1966 jako nadanie już pośmiertne przez tegoż Komendanta w Londynie z nr. Krzyża 13259. Nadanie to zostało także zweryfikowane przez GKWO ZBoWiD 31 sierpnia  1967 na podstawie dokumentu pt. „Stwierdzenie zespołu opiniodawczego do spraw weryfikacji odznaczeń b. Okręgów Wileńskiego i Nowogródzkiego Armii Krajowej” z 28 marca 1966. W dokumencie stwierdzono, m.in., że Komendant Okręgów Wileńskiego i Nowogródzkiego AK gen. Aleksander Krzyżanowski rozkazami wydanymi w dniach 25 i 26 czerwca 1944 w Dziewiniszkach i w dniach 14 i 17 lipca 1944 w Wołkorabiszkach k. Wilna nadał (pośmiertnie!) Krzyż Srebrny Orderu Virtuti Militari Annie Mahrburg ps. „Anetka”, łączniczce Komendy Okręgu Wileńskiego AK oraz czterem oficerom tego Okręgu ... Dnia 4 stycznia 1968 MON wydał zaświadczenie o odznaczeniu Virtuti Militari z nr. DK-06833/W. Podano tam:Zaświadcza się, że obywatelka Mahrburg Anna, c. Ottona, za udział w walkach z hitlerowskim okupantem w l. 1939- 1945 została przez kompetentne władze odznaczona pośmiertnie Krzyżem Srebrnym Orderu Wojennego Virtuti Militari. Wcześniej, w czerwcu 1944, została także odznaczona Krzyżem Walecznych zweryfikowanym przez Komisję Weryfikacyjną AK w Londynie.
8 marca 1945 w ramach repatriacji Polaków z Wilna, Anna z całą rodziną wyjechała do Inowrocławia, a po kilku tygodniach podjęła pracę nauczycielki w Gniewkowie, uczęszczając jednocześnie na kurs pedagogiczny w Inowrocławiu. W grudniu 1945 przeniosła się do Torunia i rozpoczęła studia polonistyczne na Uniwersytecie Mikołaja Kopernika. Wkrótce zachorowała na gruźlicę jelit i zmuszona została przerwać studia.
28 listopada 1947 zmarła w Sanatorium Akademickim w Zakopanem.